# Хелмские меловые подземелья
Хелмские меловые подземелья — система подземных туннелей общей протяжённостью 15 км, проделанных в меловых почвах под городом Хелм в восточной части Польши. Туннели возникли в Средние века во время начала добычи здесь известняка, которая продолжалась до XIX века. Ныне являются туристической достопримечательностью.

## История туннелей
Туннели возникли в связи с началом разработки богатых залежей известняка, обнаруженных в почвах под Хелмом. Начиная со Средних веков под зданиями города устраивались ямы и туннели, многие из которых были связаны с подвалами домов. Добываемый таким образом известняк продавался жителями города. Через некоторое время многие туннели, вырытые отдельными жителями, оказались соединены между собой и создали своего рода систему подземных ходов. В итоге под землёй возникли широкие «залы», ставшие результатом незапланированного соединения множества ям, вырытых жителями в известняке. Некоторые из них находятся на глубине 20 метров ниже уровня поверхности. Туннели неоднократно использовались жителями Хелма как убежище.
В XIX веке было принято решение прекратить добычи известняка, чтобы не ставить под угрозу устойчивость зданий в городе. На протяжении многих лет после того, как туннели были закрыты, в период между двумя мировыми войнами, идея использования туннелей как туристического объекта, когда сами туннели были вновь открыты в ходе строительства нового городского водопровода, однако тогда эта идея не была реализована: запланированный туристический маршрут в туннелях длиной около 300 м был разрушен во время германской оккупации города во время Второй мировой войны. В этот период времени некоторые из евреев города скрывались в туннелях от нацистских преследований.
Посещение туристами туннелей началось в 1970-е годы, когда своды одного из туннелей рухнули под напором массы грузовика, проезжавшего через город. После инцидента начались раскопки и исследование туннелей, в ходе которых были обнаружены многочисленные подземные коридоры. Тем не менее многие туннели не были раскопаны из-за отсутствия финансовых средств на такие работы и высокого риска при их проведении. Туннели на сегодняшний день изучены не до конца, и предполагается, что их общая протяжённость составляет 15 км, а сами они выходят даже за пределы города.

## Туристический маршрут
В 1970-х годах отдельные участки туннелей были сделаны доступными для туристов, однако создать в них полноценный экскурсионный маршрут удалось лишь к 1985 году. Путешествие включает три группы подземных коридоров, входы в которые располагаются под старой рыночной площадью города. Общая протяжённость подземелий, доступных для экскурсии, составляет 2 км, путешествие по ним занимает около 50 минут. На всём пути туристического маршрута присутствует электрическое освещение, в этой части подземелий поддерживаются температура 9 °C и влажность 80 %.